# Mer de Tyrrell
Pour l’article homonyme, voir Tyrrell.
La mer de Tyrrell est une ancienne mer aujourd'hui disparue qui couvrait, peu après la dernière glaciation, les rives de la présente baie d'Hudson. Cette mer est l'ancêtre de cette dernière.
La mer tient son nom du géologue canadien Joseph Burr Tyrrell.

## Géographie
Le sous-sol est composé de roche sédimentaire du Silurien moyen (il y a environ 450 millions d'années). À la suite de la glaciation du Wisconsin, le territoire a été entièrement recouvert par la mer de Tyrrell, durant le retrait de l'inlandsis laurentidien. 
C'est une étendue d'eau salée qui occupe une dépression sous le niveau de la mer.

## Histoire
La mer de Tyrrell a ennoyé les rives de la présente baie d'Hudson au nord du Manitoba et de l'Ontario, au Canada, entre 8 400  et   4 000 ans BP. 
La mer s'est retirée il y a 4 000 ans, laissant une couche d'argile sur les dépôts de sable et de gravier de l'inlandsis. On estime que le continent remonte encore de 1,2 m par siècle grâce à l'ajustement isostatique.

### Avant la mer de Tyrrell
Formé il y a environ 11 700 ans, le lac Agassiz couvrait une grande partie du Manitoba, la partie occidentale de l'Ontario, une partie du Minnesota, du Dakota du Nord et de la Saskatchewan.
Il y a 8 500 ans, les glaciers reculèrent rapidement et le lac Agassiz rétrécit, mais couvrait encore les plaines au sud de la baie d'Hudson. Ses eaux ont commencé à déborder d'abord vers le Mississippi par l'intermédiaire de la rivière Minnesota, puis dans le fleuve Saint-Laurent. Soudainement, il y a environ 8 200 ans, les eaux du lac se sont répandues dans la baie d'Hudson et, en quelques mois, pratiquement tout le lac s'est vidé dans l'Atlantique Nord. Les chercheurs estiment que cet apport d'eau glaciaire a créé un refroidissement brutal à l'échelle mondiale, en diminuant la salinité de l'océan, contrariant ainsi la circulation thermo-saline.